# Psaltriparus minimus
Il codibugnolo americano (Psaltriparus minumus (Townsend, 1837)) è un uccello passeriforme della famiglia Aegithalidae, fra i quali rappresenta l'unica specie ascritta al genere Psaltriparus Bonaparte, 1850.

## Etimologia
Il nome scientifico del genere, Psaltriparus,  deriva dalla crasi delle parole Psaltria e Parus: il nome della specie, minimus, deriva dal latino e significa "il più piccolo", in riferimento alle dimensioni contenute di questi uccelli.

## Descrizione

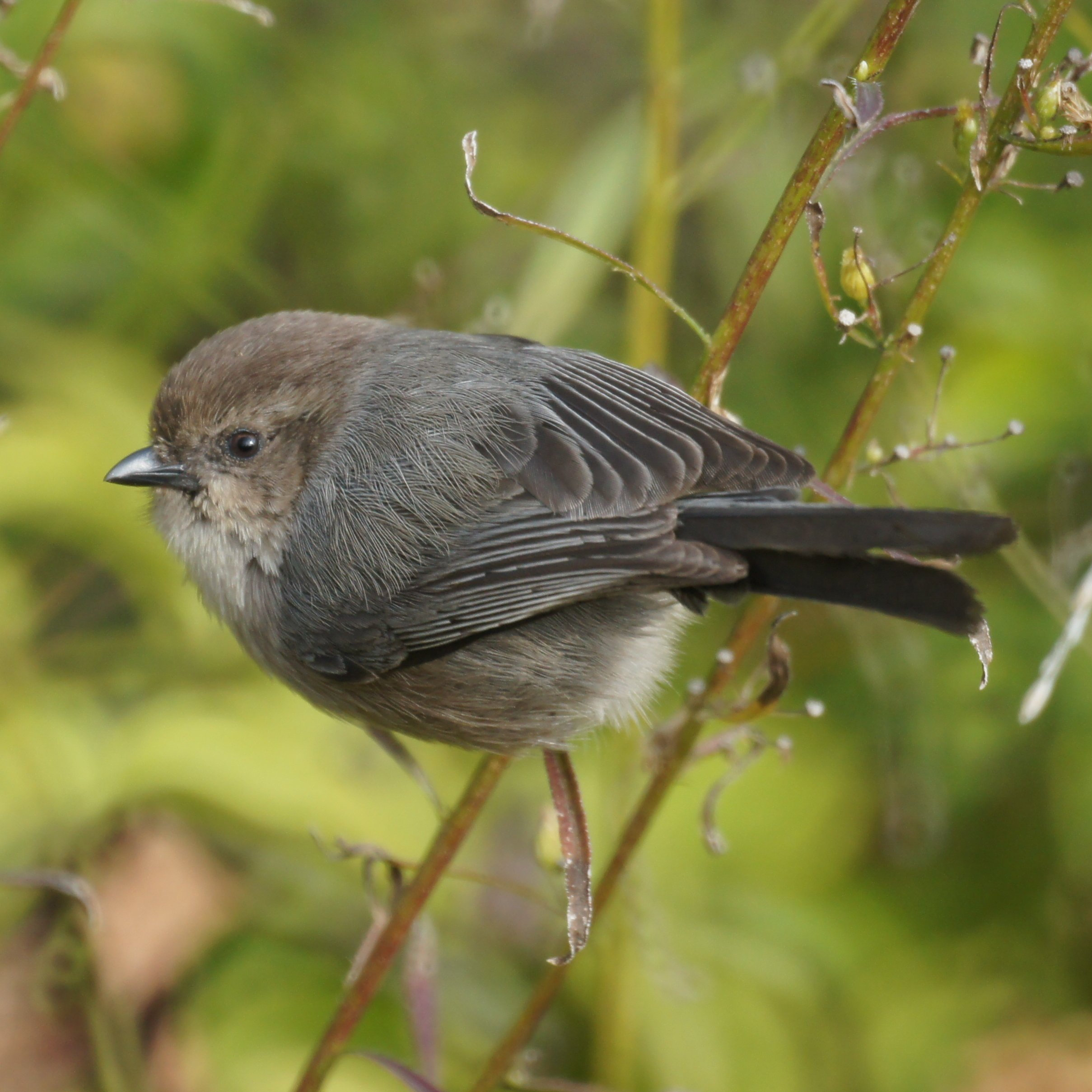
Maschio a Riverside.

Femmina nella Contea di Santa Cruz.

### Dimensioni
Misura 10–11 cm di lunghezza, per 4,5-6 g di peso.

### Aspetto
Si tratta di uccelletti dall'aspetto attorondato e robusto, muniti di grossa testa arrotondata con becco corto e conico, ali arrotondate e coda piuttosto lunga e dall'estremità squadrata.
Il piumaggio è dominato dal grigio, più scuro su testa (in particolare le guance, soprattutto nelle popolazioni interne), dorso, ali e coda (su queste ultime due parti la livrea si scurisce ulteriormente, sfumando nel nerastro), mentre petto e fianchi sono di color grigio cenere e gola e ventre sono grigio-biancastri.

Nel codibugnolo americano è presente un dimorfismo sessuale ben riconoscibile, coi maschi che presentano fronte, vertice e nuca che mostrano sfumature bruno-rossicce, presenti (ma più attenuate) anche sul petto, sui fianchi, sulle remiganti e sulla coda.

I maschi delle sottospecie di codibugnolo americano dell'area di confine tra il Messico e gli Stati Uniti d'America cominciano a mostrare livrea della testa più scura rispetto a quelle settentrionali: tale area scurisce sempre più man mano che si procede verso sud, fino a tendere al nero nelle popolazioni più meridionali.
Il becco e le zampe sono di colore nerastro in ambedue i sessi: gli occhi sono invece di colore bruno scuro nei maschi e giallo chiaro nelle femmine.

## Biologia

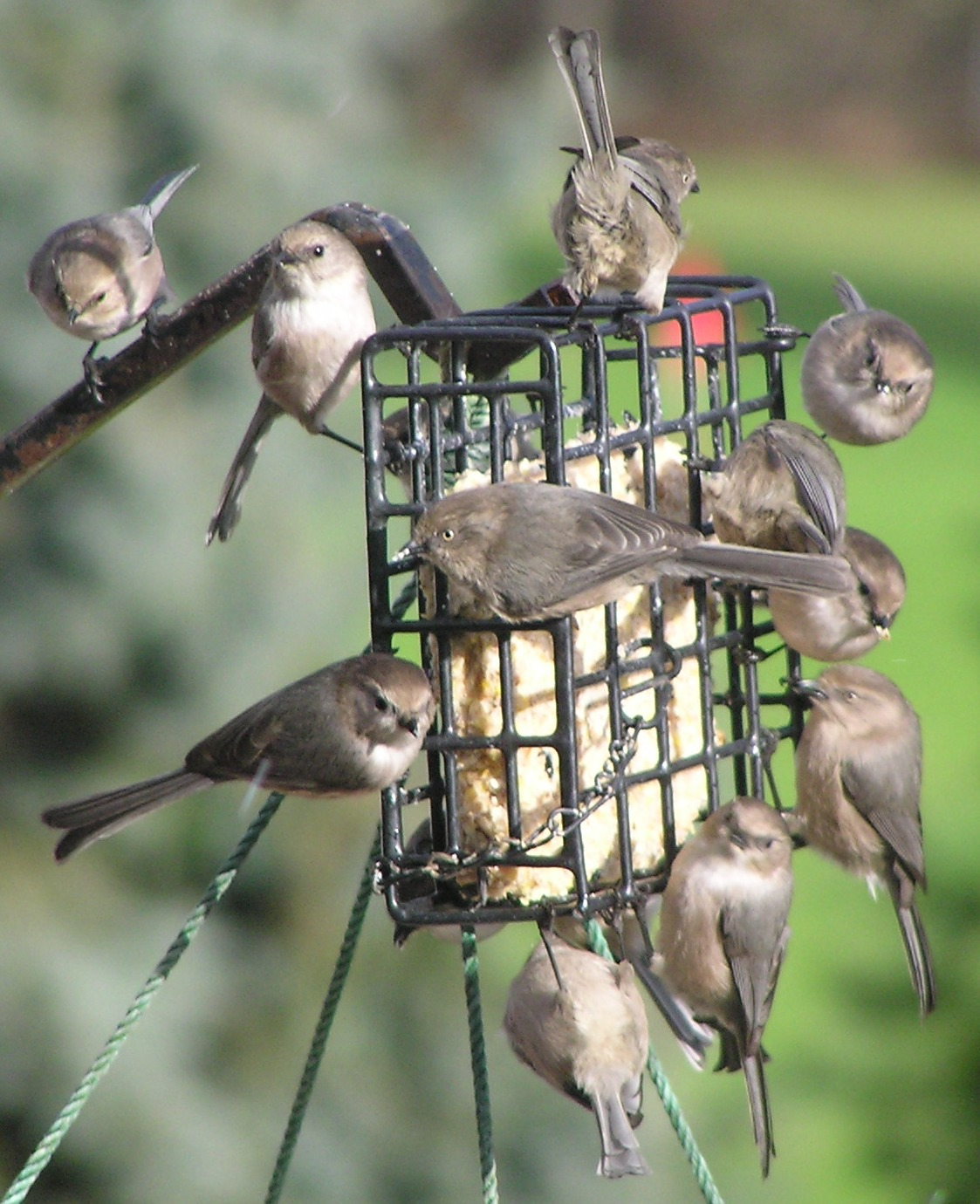
Gruppo a una mangiatoia a Salem.

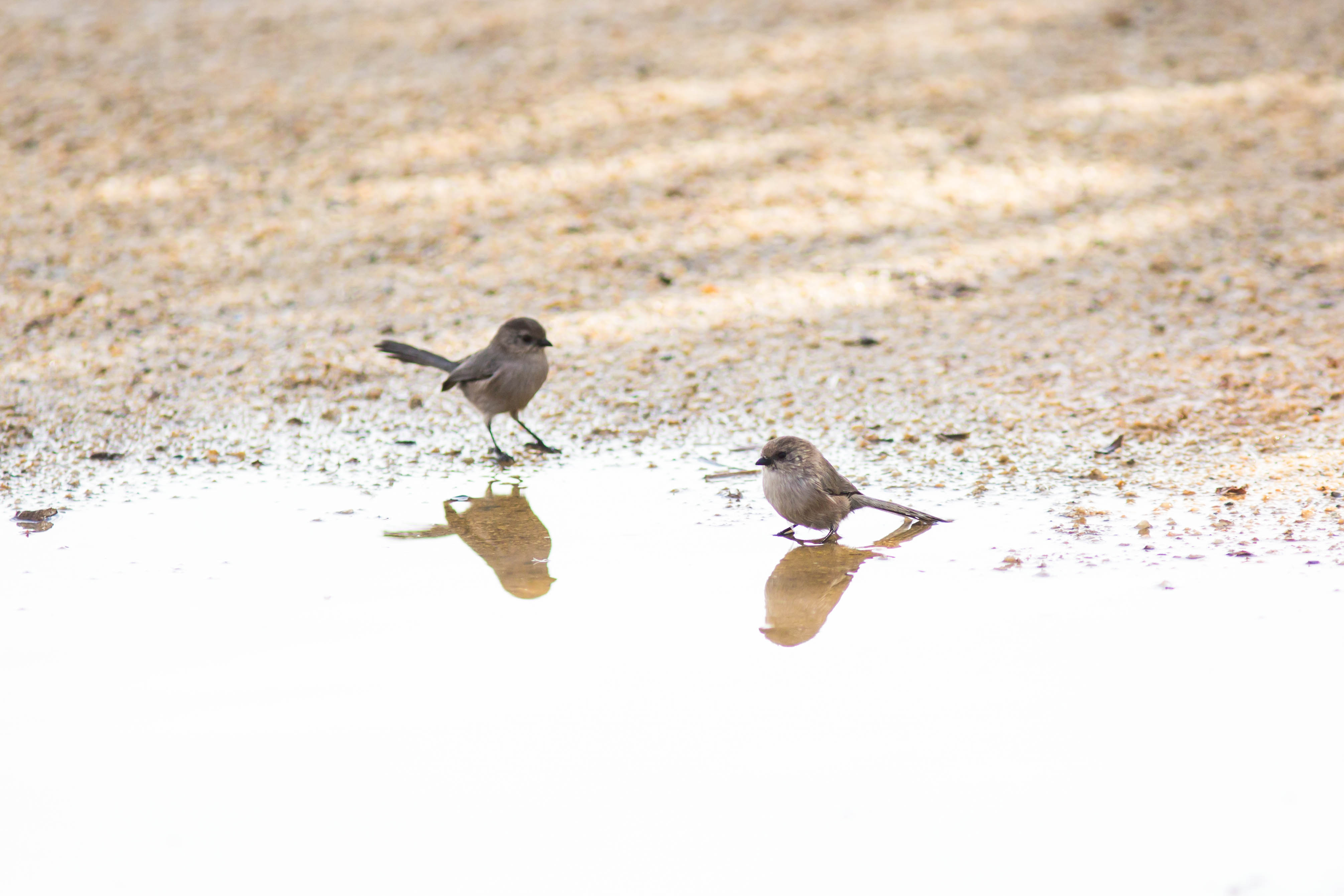
Coppia al bagno a Memphis.

Si tratta di uccelletti molto attivi e vivaci, dalle abitudini di vita essenzialmente diurne, che vivono in gruppetti familiari che contano meno di una decina d'individui, ma che non di rado si aggregano a stormi misti in compagnia di altri uccelli, come le cince e le parule, passando la maggior parte della giornata alla ricerca di cibo fra alberi e cespugli, per poi far ritorno verso sera su posatoi comuni ben nascosti fra la vegetazione arborea, dove passare la notte al riparo dalle intemperie e da eventuali predatori.
Il codibugnolo americano è un uccello piuttosto vocale, sebbene i suoi richiami siano semplici e monotoni: durante la ricerca del cibo, i vari componenti di un gruppo si tengono in costante contatto vocale mediante corti ed aspri richiami.

### Alimentazione

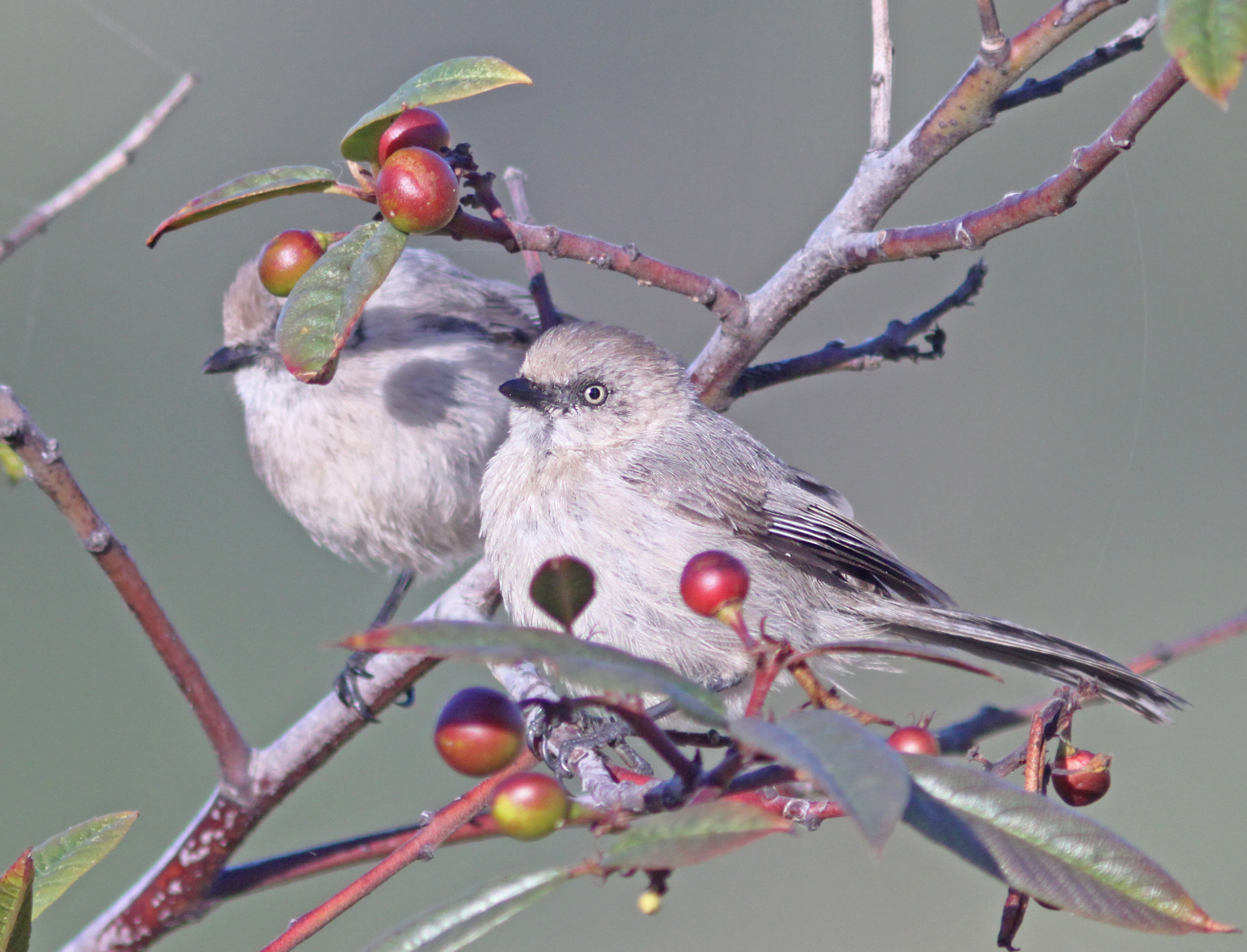
Due esemplari si nutrono a Morro Bay.

La dieta del codibugnolo americano è in larga parte insettivora, componendosi perlopiù di insetti, ragni ed altri piccoli invertebrati reperiti fra il fogliame: questi uccelli si nutrono anche di materiale di origine vegetale (bacche e granaglie), sebbene piuttosto raramente, mentre la loro abitudine di ispezionare le galle di piccole dimensioni è verosimilmente collegata alla ricerca delle larve che in esse si annidano.

### Riproduzione

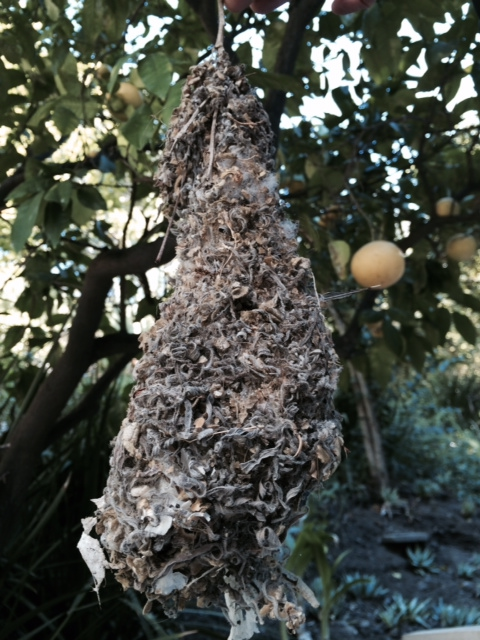
Nido a Beverly Hills.

Si tratta di uccelli monogami, le cui coppie durante le varie tappe dell'evento riproduttivo vengono aiutate dagli altri membri del gruppo d'appartenenza (in genere giovani appartenenti a covate precedenti e non ancora allontanatisi definitivamente).

La maggior parte delle nidificazioni avviene durante il mese di aprile, con divergenze da tale valore dovute generalmente a ragioni di carattere climatico e che possono spostare la stagione riproduttiva dalla fine di febbraio alla metà di luglio.

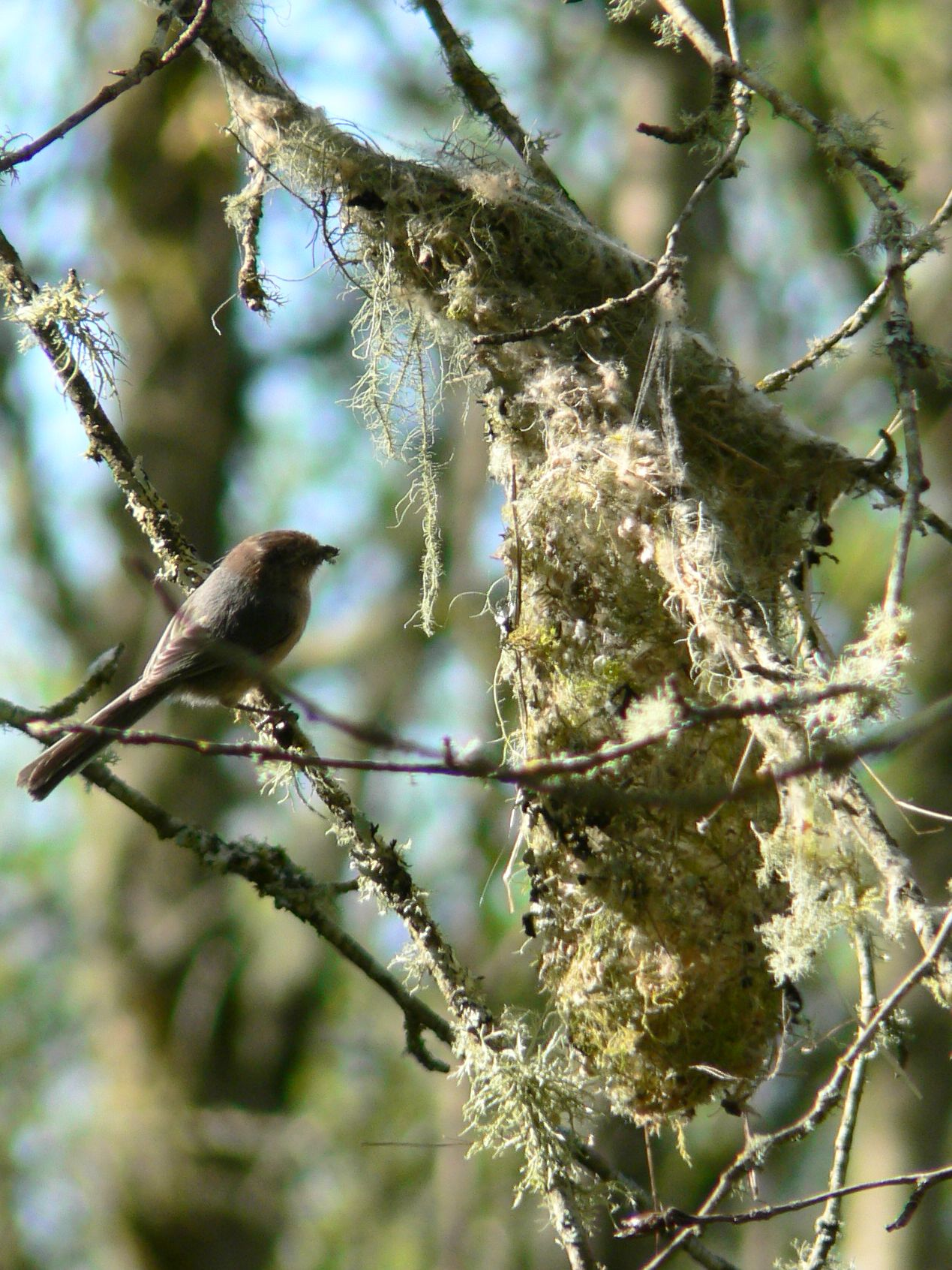
Nido in costruzione nell'Oregon.

Il nido è pendente e a forma di sacco: la sua costruzione (sebbene la maggior parte del lavoro tocchi alla femmina riproduttrice) è a carico di tutti i membri del gruppo, che per edificarlo si servono di ragnatele e licheni, foderando la camera di cova interna con piumino e pelo.

All'interno del nido la femmina depone 2-7 uova, che cova alternandosi con gli altri membri del gruppo per circa 12 giorni, al termine dei quali schiudono pulli ciechi ed implumi.

I nidiacei vengono imbeccati e accuditi da tutti i membri del gruppo: in tal modo, essi s'involano a circa due settimane e mezzo di vita. Tuttavia, i giovani rimangono per mesi coi genitori, non di rado aiutandoli nelle operazioni riproduttive della stagione successiva.
La speranza di vita di questi uccelli si aggira attorno agli 8 anni.

## Distribuzione e habitat

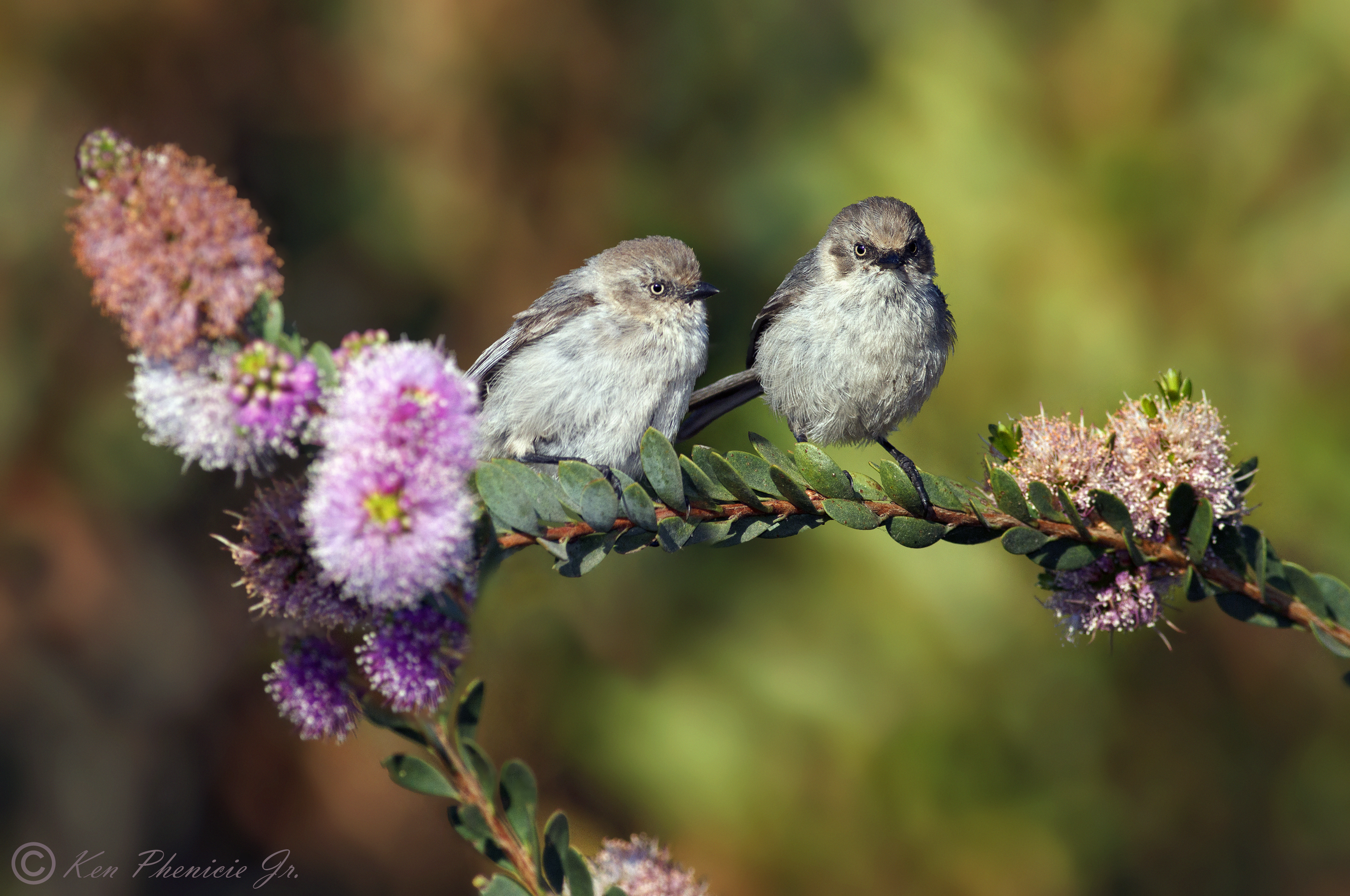
Due femmine a Palo Alto.

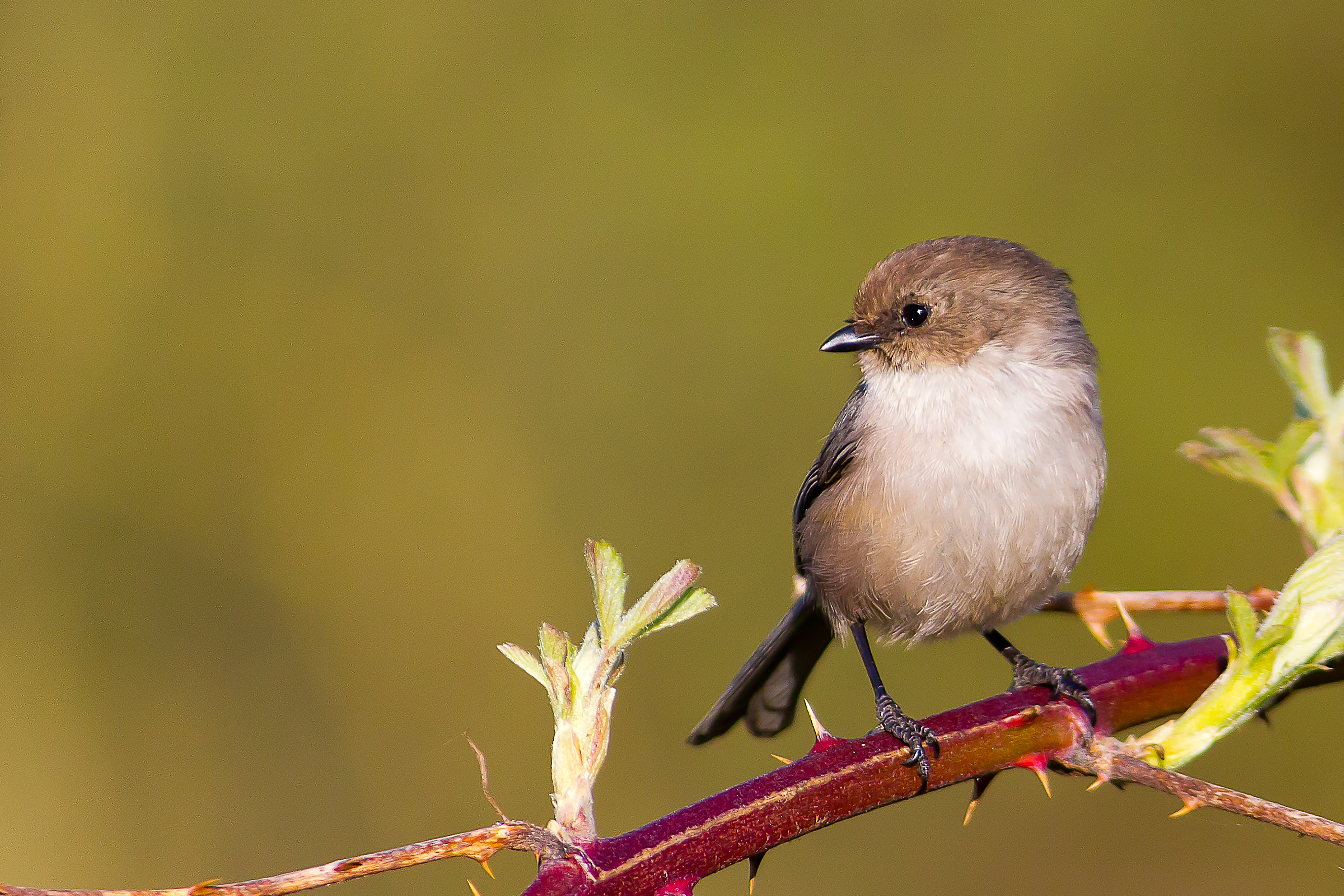
Maschio a Chilliwack.

Come intuibile dal nome comune, il codibugnolo americano vive in Nordamerica, del quale occupa un'ampia porazione centrale e occidentale che va dall'estremo sud-ovest del Canada (Vancouver ed aree limitrofe) a sud attraverso tutta la West Coast fino alla Baja California, ad est attraverso il Gran Bacino fino al Texas centrale e occidentale e a sud attraverso tutto il Messico (tranne le aree montuose centrali) fino a Chimaltenango, nel centro del Guatemala.
L'habitat di questi uccelli è rappresentato dalle aree boschive con copertura cespugliosa sottostante, preferendo le aree di chaparral a predominanza di quercia e pino con sottobosco a ginepro, ma dimostrandosi piuttosto adattabile e risultando reperibile dalle aree secche e semiaride a sparsa vegetazione arbustiva alle foreste montane subtropicali, alla foresta a galleria, alle piantagioni e coltivazione, fino alle aree urbane alberate come parchi e giardini.

## Tassonomia
Se ne riconoscono dieci sottospecie:
- Psaltriparus minimus minimus (Townsend, 1837) - la sottospecie nominale, diffusa nella fascia costiera della West Coast dalla contea di Yakima alla contea di Santa Barbara;
- Psaltriparus minimus saturatus Ridgway, 1903 - diffusa nell'estremo nord dell'areale occupato dalla specie, dal sud della Columbia Britannica e dell'isola di Vancouver al centro dello stato di Washington;
- Psaltriparus minimus melanurus Grinnell & Swarth, 1926 - diffusa dall'area di Los Angeles alla Baja California settentrionale;
- Psaltriparus minimus grindae Ridgway, 1883 - endemica delle montagne della Baja California nord-occidentale;
- Psaltriparus minimus californicus Ridgway, 1884 - diffusa nella porzione più interna della West Coast dell'Oregon orientale alla contea di Kern;
- Psaltriparus minimus plumbeus (Baird, 1854) - diffusa della porzione orientale dello stato di Washington alle pendici della Sierra Nevada attraverso Idaho e Wyoming sud-occidentali, Arizona e Nuovo Messico meridionali, Oklahoma e Texas occidentali e nord di Chihuahua e Sonora;
- Psaltriparus minimus dimorphicus van Rossem & Hachisuka, 1938 - diffusa nelle aree montuose di Nuovo Messico e Texas occidentali, oltre che nel quatrilatero Sonora orientale - Coahuila nord-occidentale - Sinaloa nord-occidentale - Durango settentrionale;
- Psaltriparus minimus iulus Jouy, 1894 - diffusa dal Coahuila meridionale al sud del Jalisco, nel Michoacán occidentale e nel Querétaro meridionale, a est fino agli stati di San Luis Potosí e Tamaulipas;
- Psaltriparus minimus personatus Bonaparte, 1850 - diffusa dal Michoacán centrale al Veracruz occidentale, oltre che nel nord-est del Puebla;
- Psaltriparus minimus melanotus (hartlaub, 1844) - diffusa nella porzione meridionale dell'areale occupato dalla specie, dalla Sierra Madre del Sud al Chiapas settentrionale e alla fascia costiera sud-occidentale del Jalisco, oltre che negli altipiani del Guatemala centro-occidentale;

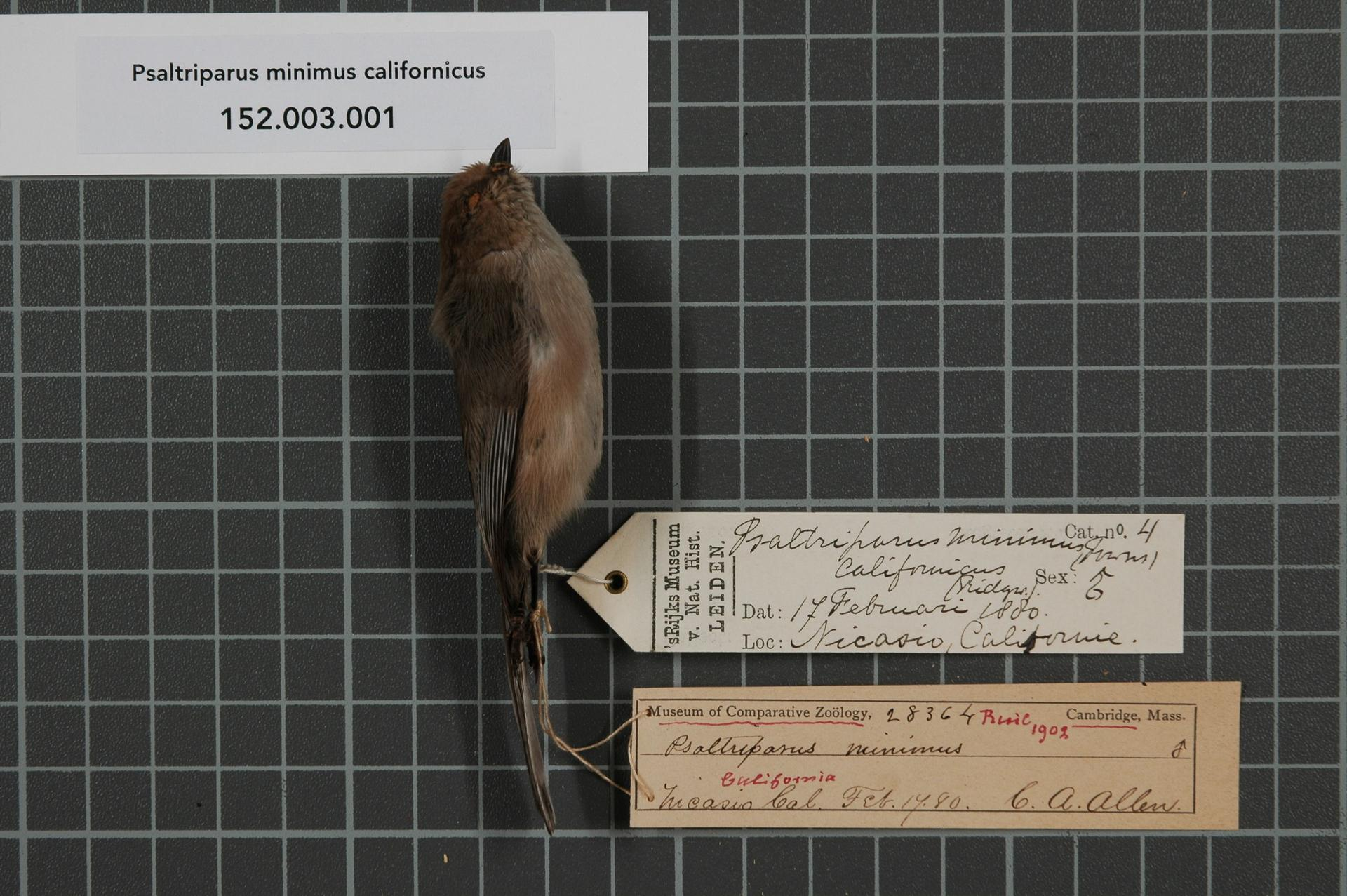
Maschio impagliato della sottospecie californicus.
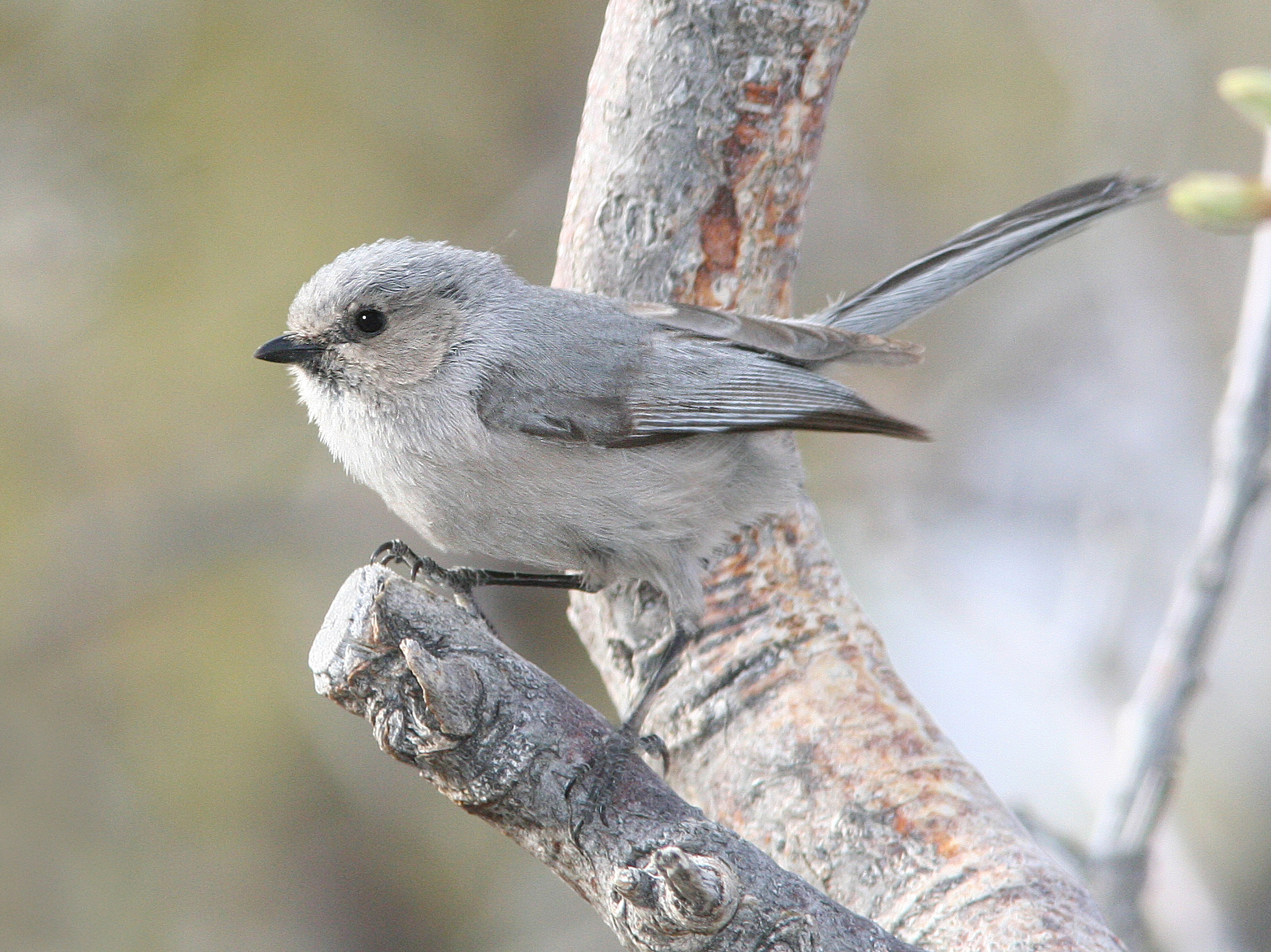
Esemplare della sottospecie plumbeus nello Utah.
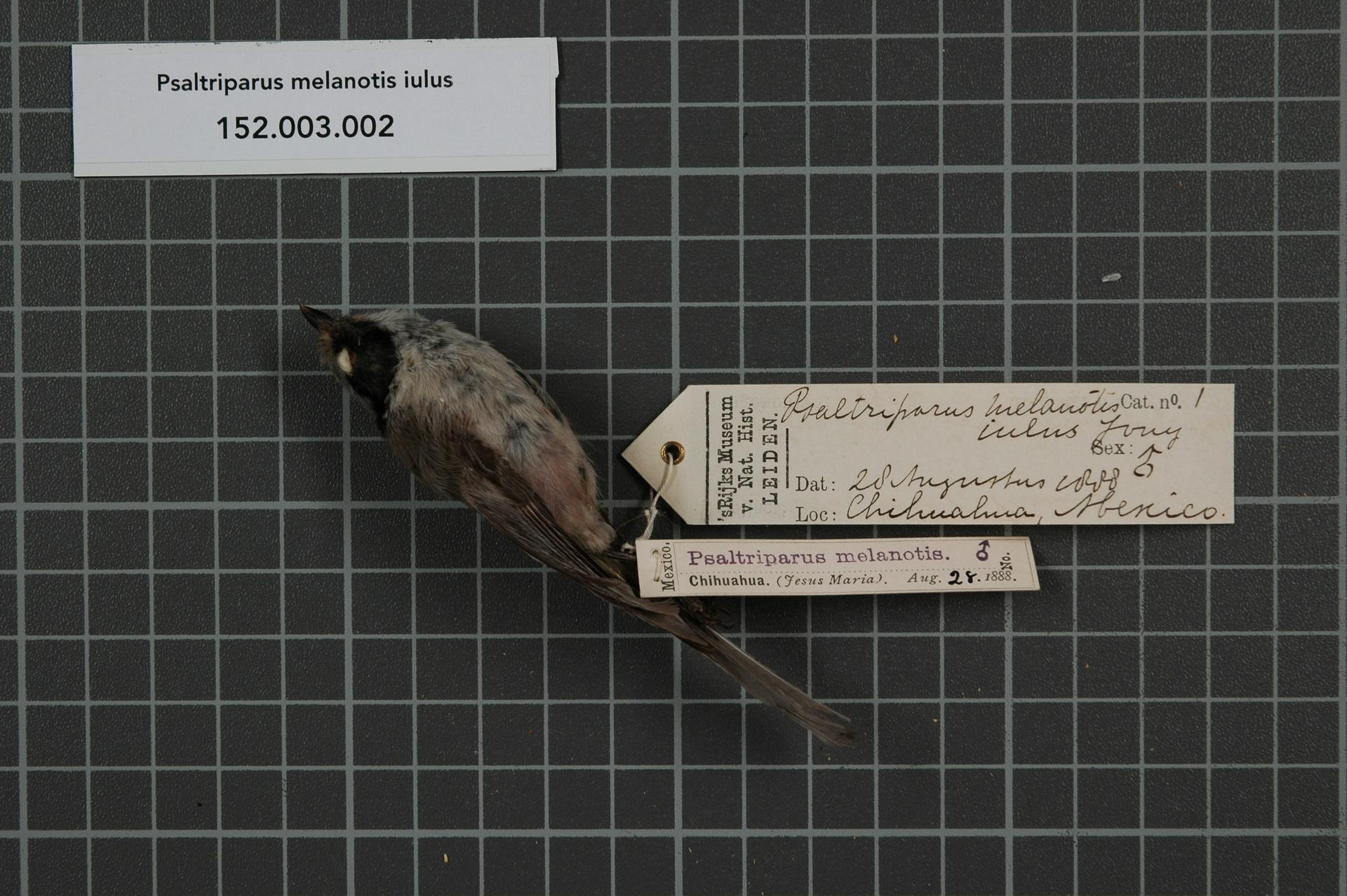
Maschio impagliato della sottospecie iulus.
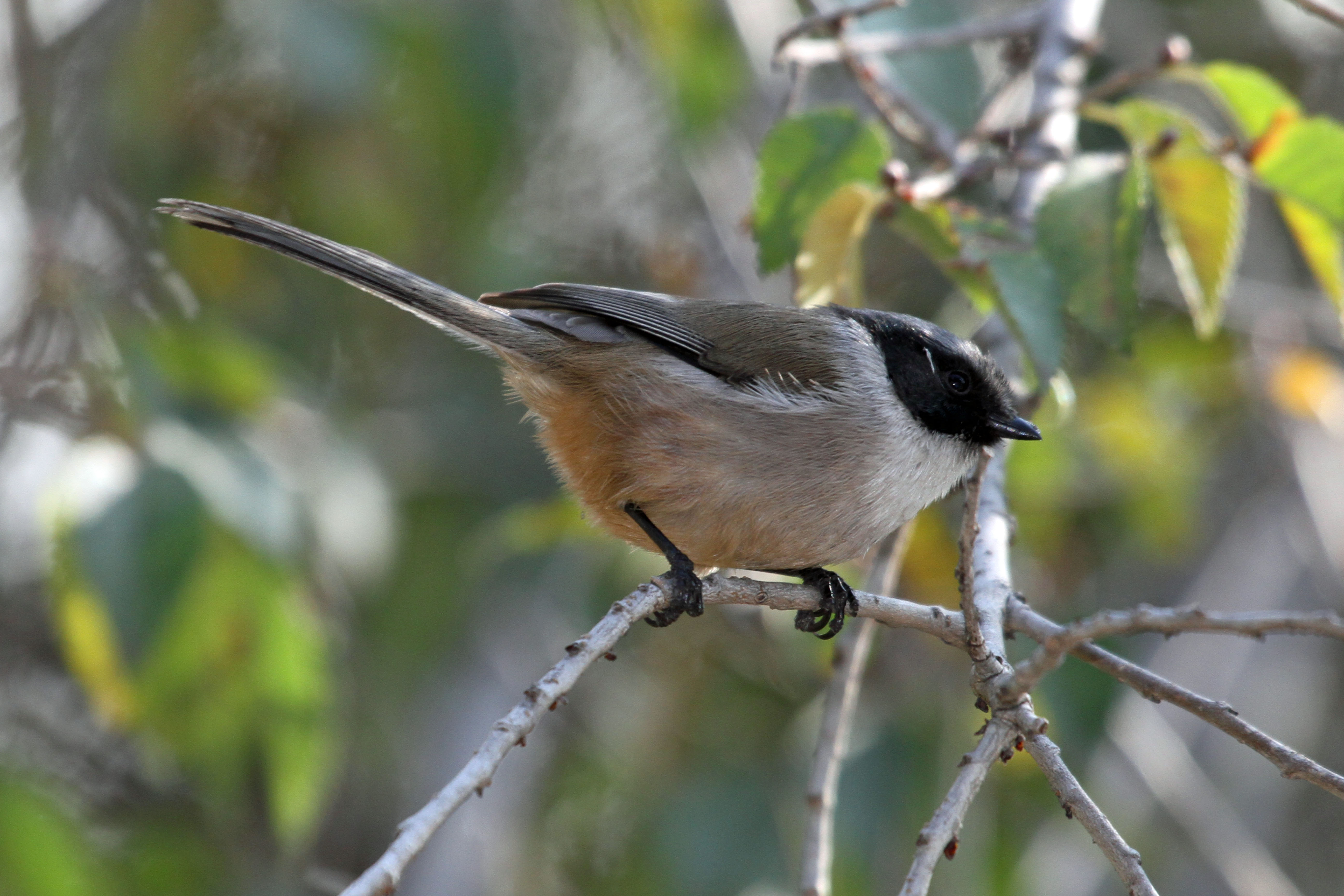
Maschio della sottospecie personatus a Città del Messico.

La tassonomia della specie non è ancora stata del tutto chiarita: se ne riconoscono tre gruppi filetici (minimus della costa pacifica, plumbeus dell'interno e melanotis del sud dell'areale), da alcuni trattati come specie a sé stanti (Psaltriparus minimus, P. plumbeus e P. melanotis) in virtù del fatto che essi si sovrappongono in alcune zone (come il Texas o la California) senza però meticciarsi (sebbene almeno nell'area di Fort Davis, dov'è presente una popolazione meticcia da alcuni classificata come sottospecie a parte, P. m. lloydi) e che soprattutto plumbeus si dimostra geneticamente piuttosto divergente delle altre due, che per contro mostrano variazione clinale continua in direzione NW-SE: le varie sottospecie non mostrano tuttavia differenze rilevanti a livello di vocalizzazioni.

Lo status tassonomico delle popolazioni della sottospecie iulus del Messico centrale è ancora incerto.